# Alonso de Santa Cruz

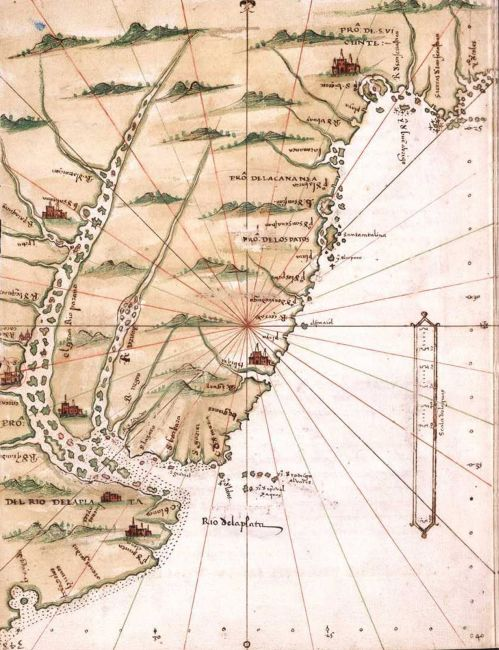
L'embouchure du Rio de la Plata et la Bande Orientale de la même rivière en le Islaire Général de toutes les îles du monde.

Alonso de Sainte Cruz (Séville, 1505 - Madrid, 1567) est un cosmographe et historien espagnol de la Renaissance.

## Biographie
Fils d'un riche homme d'affaires sévillan, passionné par la cosmologie, il réalisa sa formation initiale avec lui et avec la Maison d'Embauche. En 1526 il participa en tant que gardien désigné par les armateurs à l'expédition de Sébastian Cabot, dont le but était d'atteindre les Îles Moluques par l'ouest. Il avait même apporté une petite quantité du capital nécessaire pour l'expédition, dans laquelle son père était un des investisseurs majeurs. L'expédition se termina à Rio de la Plata, où Caboto abandonna l'expédition. Après cinq ans « de nombreuses guerres et de faims et trop de travaux », d'après ce que déclarait Santa Cruz lui-même dans un brouillon du prologue de son Islario general, ils abandonnèrent la rivière pour rentrer en Espagne depuis Veracruz, en passant par les Bahamas « que nous fûmes les premiers qui réussirent à passer le dit canal [des Bahamas] pour venir en Espagne ».
De retour à Séville, selon le même document autobiographique, il s'adonna à l'étude de l'astrologie et de la cosmographie. Le Conseil des Indes réunit en 1533 le pilote peincipal et d'autres membres pour examiner les cartes et instruments nautiques présentés par Santa Cruz. En 1535, il commença sa carrière de cosmographe à la Casa de Contratación de Séville, comme « Cosmographe, chargé de faire des cartes et fabriquer des instruments pour la navigation » et un an après seulement, il fut nommé par la Couronne « notre cosmographe » avec la mission d'examiner avec Sébastian Cabot les cartes et instruments nautiques. Santa Cruz enseigna au roi la cosmographie et la navigation. En 1535, il inventa et offrit pour son examen des instruments, des cartes nautiques et un instrument pour mesurer la longitude à partir des distances de la Lune et des planètes. Un an plus tard, il inventa un autre instrument pour calculer la longitude via la déviation de la boussole, en confectionnant une carte des marées avec des indications de la déviation, ce qui démontre son insatisfaction avec les systèmes de projection cylindriques, même si on ignore, pour les avoir perdues, les solutions adoptées.
En 1539 il déménagea à la Cour de Valladolid à Tolède, où il demeura six ans, réalisa un planisphère, une carte de Gibraltar et vraisemblablement une autre de Tolède et commença son livre Astronómico Real. En 1545 il se rendit à Lisbonne pour collecter des informations cartographiques. En 1551 il s'installa à Séville et se consacra à compléter ses projets littéraires et cartographiques. En 1554 il fut appelé à Valladolid, où était la cour du régent, le prince Philippe II, pour participer à une association de cosmographes et astrologues pour examiner certains instruments de métal qu'avait proposé l'allemand Pedro Apiano pour déterminer les longueurs ; le fruit de cette association serait la rédaction du Livre des Longitudes et la façon dont jusqu'à présent on a navigué, dédié au - alors - roi Felipe II, première étude systématique du problème de la longitude.
Alonso de Santa Cruz mourut en 1567. Parmi les papiers qu'il laissa il se trouvait le brouillon d'un atlas détaillé de la péninsule Ibérique, que l'on connaît aujourd'hui sous le nom d'Atlas de l'Escorial.

## Œuvres
Comme cartographe, géographe et cosmographe, il dessina et fabriqua des instruments pour fixer la longueur et traça, à la demande de la Junte de Pilotes, une carte des marées ; en 1540 il réalisa divers planisphères avec des projections différentes ; en 1542 un planisphère duquel il ne reste qu'un seul exemplaire à la Bibliothèque Royale de Stockholm, en outre il conclut une première rédaction du Islario general de todas las islas del mundo (Islaire général de toutes les îles du monde) qu'il avait prévu comme une partie d'une Géographie Universelle qui devait s'unir à une Histoire Universelle; en 1550, d'après ce qu'il déclarait dans une lettre à l'empereur, il confectionna des cartes de diverses nations. En 1555 il écrivit le Livre des longitudines ou longitudes et une Géographie du le Pérou, qu'il présenta avec un ensemble de astrolabes et quadrants au Prince Charles. Enfin, en 1566 il émit un avis sur la Démarcation des îles Moluques. On constate de plus, sans qu'il soit possible d'en déterminer la date, qu'il réalisa un plan de la ville de Mexico.
Avec l'Atlas incorporé au Islario général, le mapamundi de Stockholm, signé comme « archicosmographum » du César Carlos et qui ne fut pas publié jusqu'en 1892, c'est le meilleur témoin des innovations cartographiques de Santa Cruz.
En plus, comme historien, en 1546 il rédigea une Histoire Universelle; il continua l’œuvre d'Hernando del Pulgar en écrivant la chronique des dernières années du règne des Rois Catholiques, en commençant en 1490, œuvre peu élaborée et marginalement originale, et la Chronique de l'Empereur Charles Quint plus personnelle, qu'il écrivit entre 1550 et 1552; durant les mêmes années recompila du matériel pour le livre Arbres des lignages. Il réalisa la traduction du De origine ac rebus gestis regum Hispaniae du catalan Francesc Tarafa, publiée à Barcelone en 1562, et un an après rédigea une dure Censure des Annales de la Couronne d'Aragon de Jerónimo Zurita. D'autres œuvres qui restèrent sans être publiées, desquelles il n'est pas possible de fixer une date. Ce sont Le livre des blasons, De la cavalerie de la Toison, Nobiliaire général et Ce qui est arrivé à Séville au temps des communautés.
Dans les autres disciplines, il écrivit un Abécédaire virtuose, destiné à l'éducation du prince Charles, le livre Astronómico Imperial de 1550, manuscrit conservé dans la Bibliothèque de l'Université de Salamanque, une réponse aux Consultations de Charles Quint sur l'impôt de alcabalas et un Mémorial sur des instructions aux découvreurs qu'il présenta à Philippe II en 1556, où défendait que les expéditions se fissent pour compte de la Couronne et que les capitaines prissent des notes minutieuses des données de localisation, des conditions de la terre et des autres circonstances. Il traduisit également et glosa de textes d'Aristote.
- Libro de las longitúdines y manera que hasta agora se ha tenido en el arte de navegar, con sus demostraciones y ejemplos, dirigido al muy alto y muy poderoso Señor Don Philipe II de este nombre rey de España (Le livre des longitudes et la manière dont jusqu'à présent on a navigué, avec ses démonstrations et des exemples, dédié au très grand et très puissant Seigneur Monsieur Philipe II de ce nom roi d'Espagne), manuscrit gardé dans la Bibliothèque Nationale, édité partiellement par Antonio Blázquez et Delgado Aguilera, Séville ; Publications du Centre Officiel d'Études Americanistas, 1921.

## Liste des œuvres
- (es) Alonso de Santa Cruz, Libro de las longitúdines y manera que hasta agora se ha tenido en el arte de navegar, con sus demostraciones y ejemplos, dirigido al muy alto y muy poderoso Señor Don Philipe II de este nombre rey de España (manuscrit conservé à la bibliothèque nationale d'Espagne), Séville, Antonio Blázquez y Delgado Aguilera, 1921.
- (es) Alonso de Santa Cruz, Crónica del Emperador Carlos V, vol. 5, Madrid, Antonio Blázquez et Ricardo Beltrán y Róspide, 1920-1925.
- (es) Alonso de Santa Cruz, Islario general de todas las islas del mundo, Madrid, Mariano Cuesta Domingo, 2003 manuscrit conservé à la bibliothèque nationale d'Espagne et connue par des copies partielles. Comme le reste de l'œuvre de Santa Cruz, elle resta sans être publiée et fut revendiquée au début du XVIIe siècle par Andrés García de Céspedes, altérant la dédicace pour l'offrir à Philippe III.